# Castello di Pergolato
Il castello di Pergolato è una dimora signorile situata nel comune di San Casciano in Val di Pesa, in provincia di Firenze.
La sua struttura lo fa essere un notevole esempio di fusione tra le forme rinascimentali, riscontrabili nella parte trasformata in villa, e le austere strutture medievali.

## Storia
I primi ricordi risalgono al 1185 quando viene ricordato un mulino posto nel suo territorio, in seguito divenne proprietà della famiglia Buondelmonti, che nel territorio di San Casciano possedevano altri castelli, quali il Castello di Fabbrica, quello di Bibbione e quello di Montefiridolfi.

Furono i membri della famiglia Buondelmonti che nel XVI secolo trasformarono il castello in villa rinascimentale. A ricordo di quell'avvenimento sugli architravi delle porte interne è rimasta la seguente scritta: 
In quel periodo fu l'abitazione di Caterina Picchena, moglie di un Buondelmonti, che divenne celebre  per le sue turbolente vicende amorose di cui il castello fece da sfondo. In precedenza in castello di Pergolato era tasto anche la sede all'assassinio di Ugone  di Valberto Buondelmonti
Il castello rimase di proprietà dei Buondelmonti fino all'inizio del XVIII secolo quando passo alla famiglia Rinuccini che successivamente per eredità lo portarono all'interno del patrimonio della famiglia Corsini. In seguito si sono avuti numerosi passaggi di proprietà, adesso dei Poccianti.

## Architettura

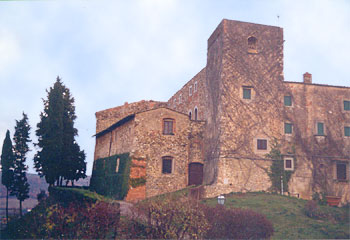
altra immagine del castello di Pergolato

Posto su uno sperone circondato da cipressi, occupa una posizione dominante sulla valle del fiume Pesa.
Il castello è una struttura formata da due corpi perpendicolari tra loro congiunti dalla torre quadrangolare. Dalla parte della Pesa si trova un loggiato a due ordini con tre luci, con archi a tutto sesto al pianterreno, mentre quelli del primo piano sono architravati. Il loggiato è stato costruito nel 1520 come recita un'epigrafe lì posta.
Ai suoi piedi è la chiesa di San Pietro a Pergolato.